# Gunvor Bergström
Sigrid Gunvor Marianne Bergström, född 22 februari 1927 i Göteborg, död 26 januari 2008 i Nyköping, var en svensk jurist och kansliråd. Hon utnämndes 1966 till kansliråd och var då en av de första kvinnorna som fick en högre ställning som tjänsteman i Regeringskansliet.

## Biografi
Gunvor Bergströms far var läroverksadjunkt. År 1945 avlade hon studentexamen i Södertälje. Två år senare uppmärksammades hon i de stora dagstidningarna för att som tjugoåring ha avlagt juris kandidatexamen med högsta betyg, efter endast två och ett halvt års studier i stället för de brukliga fyra och ett halvt. Vissa uppgifter gör gällande att hon därefter studerade juridik i Paris och London. Biografiska lexikon nämner dock bara studier vid London School of Economics, 1952–1953. Hon erhöll ett doktorandstipendium från stats- och rättsvetenskapliga fakulteten vid Stockholms högskola 1952.
Gunvor Bergström inledde under 1950-talet en karriär inom domstolsväsendet. År 1957 skrev Aftonbladet i ett reportage att hovrättsfiskal Gunvor Bergström satt ordförande i ett mål gällande en ung kvinna, som stod anklagad för stöld av en kund som hon hade sålt sex till. Gunvor Bergström ska då ha framfört sin åsikt att den unga kvinnan mycket väl skulle kunna återanpassa sig till samhället, men att det inte fanns något fungerande system för detta. Bergström hade ett livslångt engagemang för unga kvinnor.
År 1959 blev Gunvor Bergström adjungerad ledamot av Svea hovrätt och år 1962 hovrättsassessor. Hon kom vid denna tid att anlitas som sakkunnig av justitiedepartementet, bland annat för arbetet med en ny straffbalk. År 1966 blev hon kansliråd på samma departement. Som sådan blev hon tillsammans med 98 andra kvinnor år 1967 inbjuden till Stockholms slott på te av prinsessan Sibylla som på detta sätt ville uppmärksamma alla framstående och dugliga kvinnor i Sverige.
Gunvor Bergström kom att bli uppmärksammad som sekreterare i 1965 års abortkommitté. Kommitténs betänkande, Rätten till abort, överlämnades 1971 till dåvarande justitieminister Lennart Geijer. Hon var också regeringens representant i Kriminalvårdsnämnden där känsliga beslut om frigivning avhandlades, samt medförfattare till en informationsskrift om övervakningsnämndernas roll och organisation. Hon kom även att ansvara för en utredning om möjligheten att skärpa lagstiftningen och använda ekonomiska sanktioner mot företag som bröt mot till exempel miljölagar. Detta utredningsarbete utmynnade i två skrifter från justitiedepartementet, en om det korporativa ansvaret och en med förslag till lagtexterna om företagsböter.
Gunvor Bergström var en kvinna som stack ut i sin tid och hon gav sig gärna in i samhällsdebatten. I Aftonbladet 1972 gjorde hon i kraft av sin ställning som sekreterare i den nyss avslutade abortutredningen ett utspel där hon med emfas förordade preventivmedel för män, eller som det hette i artikelrubriken: ”Gör pojkarna ’sterila’ redan i skolan”.
Efter mordet på Olof Palme 1986 deltog Gunvor Bergström i en grupp privatspanare som försökte koppla mordet till olagliga vapenaffärer i skuggan av kriget mellan Irak och Iran. Hon hjälpte också journalisten Hanna Olsson med juridiken i boken Catrine och rättvisan, 1990. I boken gav Hanna Olsson sin tolkning av det uppmärksammade styckmordet på Catrine da Costa och de efterföljande rättsliga turerna.
Gunvor Bergström var bosatt i Tystberga i Nyköpings kommun. Efter sin pensionering fortsatte hon att engagera sig för fri abort och polemiserade i Aftonbladet 1994 mot Kristdemokraternas partiledare Alf Svensson i abortfrågan. När rättegången efter mordet på Catrine da Costa på nytt blev uppmärksammad i slutet av 1990-talet kritiserade Gunvor Bergström i en artikel i Expressen P. O. Enquists hyllande av boken Döden är en man, där journalisten Per Lindeberg gick emot Hanna Olssons och andra kvinnoaktivisters tolkning av fallet.
I minnesrunan i samband med hennes död 2008 står att läsa att hon hade en manlig livskamrat samt två systrar, som i sin tur hade familj.